# Pallieter
Pour plus de détails, voir Fiche technique et Distribution.
Pallieter est un film dramatique belgo-néerlandais de Roland Verhavert de 1976 d'après le roman homonyme de Félix Timmermans et réalisé d'après un scénario d'Hugo Claus.

## Fiche technique
- Titre : Pallieter
- Réalisation : Roland Verhavert
- Scénario : Hugo Claus d'après le roman de Felix Timmermans
- Musique : Ivanovici
- Photographie : Pim Heytman
- Montage : Ine Schenkkan
- Production : Jan van Raemdonck (producteur délégué)
- Société de production : Cannon City Produktie Maatschappij, Cinécentrum, Elan Films et Kunst en Kino
- Pays de production :  Belgique et  Pays-Bas
- Genre : Drame et romance
- Durée : 89 minutes
- Dates de sortie : 
  - Pays-Bas : 26 février 1976

## Distribution
- Eddie Brugman : Pallieter
- Jacqueline Rommerts : Marieke
- Sylvia de Leur : Charlotte
- Joris Diels : le prêtre
- Idwig Stéphane : Fransoo
- Rudi Van Vlaenderen : le vieux comte
- Hugo Van Den Berghe (comme Hugo Vandenberghe)
- Cary Fontyn
- Herbert Flack : le jeune comte
- Jan Decleir : Bohumil
- Gaston Berghmans : le garde-champêtre
- Bert André :
- Vincent Grass :